# Schand-Elfmeter von Leipzig

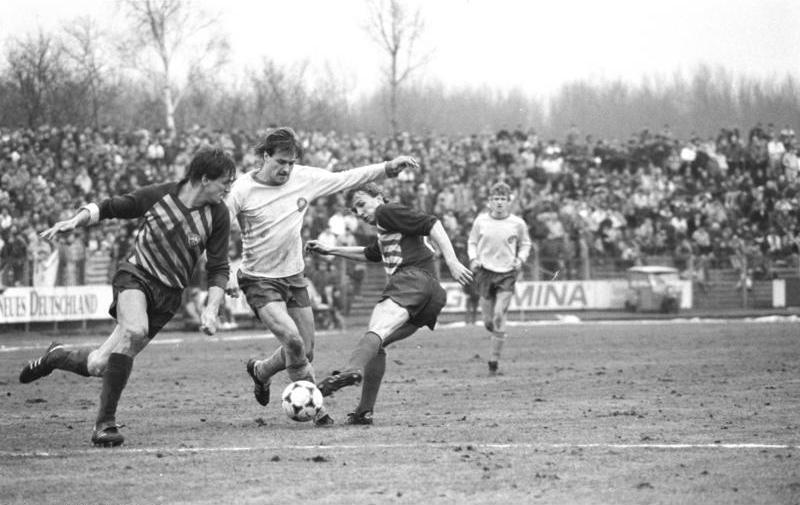
Spielszene mit Hans Richter, Frank Rohde und Heiko Brestrich

Als Schand-Elfmeter von Leipzig wurde eine Elfmeterentscheidung im Spiel des 1. FC Lokomotive Leipzig gegen den BFC Dynamo in der Spielzeit 1985/86 der DDR-Fußball-Oberliga bezeichnet. Im Anschluss vollzog der Deutsche Fußballverband, die Dachorganisation für Fußball in der DDR, erstmals eine dauerhafte Sperrung des Schiedsrichters Bernd Stumpf.

## Spielverlauf
Das Spiel des 1. FC  Lok gegen den BFC Dynamo fand am 22. März 1986 im Bruno-Plache-Stadion in Leipzig vor 13.000 Zuschauern statt. Während der Titelverteidiger und Serienmeister aus Berlin vor diesem 18. Spieltag die Tabelle anführte, musste der gastgebende Lok Leipzig als Viertplatzierter unbedingt gewinnen, um im Meisterschaftskampf nicht vorzeitig den Anschluss zu verlieren. Leipzig ging durch Olaf Marschall bereits in der zweiten Minute in Führung und hielt den Vorsprung bis in die Nachspielzeit. In der vierten Minute der Nachspielzeit entschied Schiedsrichter Bernd Stumpf nach einem Zweikampf zwischen dem Lok-Spieler Hans Richter und Bernd Schulz vom BFC auf Elfmeter für den BFC, dessen Berechtigung auch durch die Fernsehbilder nicht vollständig aufzuklären war. Frank Pastor verwandelte den Strafstoß zum Endstand von 1:1, womit die Leipziger acht Spieltage vor Schluss mit unverändert sechs Punkten Rückstand und nunmehr Rang fünf scheinbar aus dem Titelkampf ausgeschieden waren. Die Tatsache, dass sich die Messestädter wider Erwarten dem alten und neuen Meister bis zum Saisonende noch bis auf zwei Zähler nähern sollten, verlieh der Partie nachträgliche Brisanz.

## Konsequenzen
Bedingt durch vermeintliche jahrelange Bevorteilungen des BFC war vor dem Spiel eine angespannte und aggressive Stimmung zu erkennen. Nach der umstrittenen Elfmeterentscheidung des Jenaer Schiedsrichters wurden auf Verbandsebene im DDR-Fußball bisher nie dagewesene Konsequenzen gezogen. Der Vorsitzende des 1. FC Lok, Peter Gießner, und hohe SED-Funktionäre des Bezirkes Leipzig sprachen offen von Betrug und forderten, derartige Brisanzspiele nicht mehr während der Messezeit auszutragen, „da auch ausländische Gäste von den Schiebereien etwas mitbekommen könnten“. Für Stumpf wurde zunächst eine einjährige Oberligasperre gefordert, bevor er infolge anhaltender Negativschlagzeilen auf Dauer für alle Oberliga-Spiele gesperrt wurde. Die Schiedsrichterkommission des DFV wurde suspendiert und neu besetzt. In diversen Berichten ging dieses Spiel als Schand-Elfmeter von Leipzig in die Geschichte ein.
Durch ein Trainingsvideo aus anderer Perspektive, das erst im Jahr 2000 veröffentlicht wurde, wurde indes die Korrektheit des damaligen Strafstoßpfiffes und die unberechtigte Sanktion Stumpfs belegt.

## Statistik
| Paarung                  | 1. FC Lokomotive Leipzig – BFC Dynamo |
| Ergebnis                 | 1:1 (1:0) |
| Datum                    | 22. März 1986 |
| Stadion                  | Bruno-Plache-Stadion, Leipzig |
| Zuschauer                | 13.000 |
| Schiedsrichter           | Bernd Stumpf (Jena) |
| Tore                     | 1:0 Olaf Marschall (2.) 1:1 Frank Pastor (90.+4', Elfmeter) |
| 1. FC Lokomotive Leipzig | Rene Müller – Frank Baum, Ronald Kreer, Torsten Kracht, Uwe Zötzsche – Matthias Lindner (76. Lutz Moldt), Matthias Liebers, Uwe Bredow – Olaf Marschall, Hans Richter, Dieter Kühn (63. Hans-Jörg Leitzke) Cheftrainer: Hans-Ulrich Thomale     |
| BFC Dynamo               | Bodo Rudwaleit – Frank Rohde, Waldemar Ksienzyk, Bernd Schulz, Heiko Brestrich – Norbert Trieloff (76. Frank Terletzki), Michael Schulz, Christian Backs (74. Eike Küttner) – Frank Pastor, Rainer Ernst, Andreas Thom Cheftrainer: Jürgen Bogs |